# Salé
Salé (arabsky سلا‎, Sala, berbersky ⵙⵍⴰ, Sla) je marocké město ležící při ústí řeky Bú Regreg do Atlantského oceánu, sídlo stejnojmenné prefektury. Tvoří dvojměstí s hlavním městem země Rabatem, ležícím na protějším levém břehu řeky. V Rabatu je soustředěn společenský a hospodářský život, zatímco Salé je tvořeno obytnými čtvrtěmi, převážně pro méně majetné vrstvy. Má tak víc obyvatel než metropole, asi 900 000. Dělí se na pět obvodů: Bab Lamrissa, Bettana, Hssaine, Layayda a Tabriquet. Nejvýznamnějšími památkami jsou Velká mešita v Salé ze 12. století a hrobka muslimského světce Abdellaha ben Hassouna.
Město bylo založeno v roce 1030 na místě bývalé fénické osady. V roce 1624 zde Moriskové založili Republiku Salé, která žila převážně z pirátství (zajatcem zdejších otrokářů byl také románový Robinson Crusoe). Její nezávislost skončila v roce 1668, kdy město dobyla dynastie Alaouite. V listopadu 1851 bylo město vážně poškozeno francouzským bombardováním, které bylo trestem za přepad francouzské lodi. V době francouzského protektorátu nad Marokem bylo Salé jedním z center hnutí za nezávislost.
Ve městě sídlí fotbalový klub AS Salé.

## Partnerská města
- Bejtunia, Palestinská autonomie
- Maroua, Kamerun
- Portalegre, Portugalsko
- Soči, Rusko
- Tlaxcala, Mexiko